# مايك والاس (ممثل)
مايك والاس (بالإنجليزية: Myron Leon Wallace)‏ هو مقدم تلفزيوني ومنتج أفلام وكاتب وكاتب سيناريو وصحفي وممثل أمريكي، ولد في 9 مايو 1918 ببروكلين في الولايات المتحدة، وتوفي في 7 أبريل 2012 بنيو هيفن في الولايات المتحدة بسبب مرض.

## أعمال

### أفلام
- (2008) مطلوب ومرغوب

## وصلات خارجية
- مايك والاس على موقع IMDb (الإنجليزية)
- مايك والاس على موقع الموسوعة البريطانية (الإنجليزية)
- مايك والاس على موقع ألو سيني (الفرنسية)
- مايك والاس على موقع أول موفي (الإنجليزية)
- مايك والاس على موقع قاعدة بيانات برودواي على الإنترنت (الإنجليزية)
- مايك والاس على موقع قاعدة بيانات الأفلام السويدية (السويدية)
- مايك والاس على موقع إن إن دي بي (الإنجليزية)
- مايك والاس على موقع قاعدة بيانات الفيلم (الإنجليزية)
- مايك والاس على موقع كينوبويسك (الروسية)